# Айтос (нос)
Вижте пояснителната страница за други значения на Айтос.
Айтос (на английски: Aytos Point) е скалист морски нос в Антарктика.
Намира се на югоизточния бряг на остров Ливингстън, образуван от разклонение на Христов камък. Разположен е на протока Брансфийлд, на 5,57 км на изток-североизток от нос Самуил и 2,53 км югозападно от нос Макийн.
Координатите му са: 62°42′23.5″ ю. ш. 60°02′59.5″ з. д. / 62.706528° ю. ш. 60.049861° з. д..
Наименуван е на град Айтос в Югоизточна България. Името е официално дадено на 15 март 2002 г.
Британско картографиране от 1968 г., чилийско от 1971 г., аржентинско от 1980 г., българско от 2005 г. и 2009 г.

## Карти
- South Shetland Islands. Scale 1:200000 topographic map No. 3373. DOS 610 – W 62 58. Tolworth, UK, 1968.
- Islas Livingston y Decepción. Mapa topográfico a escala 1:100000. Madrid: Servicio Geográfico del Ejército, 1991.
- S. Soccol, D. Gildea and J. Bath. Livingston Island, Antarctica. Scale 1:100000 satellite map. The Omega Foundation, USA, 2004.
- L.L. Ivanov et al, Antarctica: Livingston Island, South Shetland Islands (from English Strait to Morton Strait, with illustrations and ice-cover distribution), 1:100000 scale topographic map, Antarctic Place-names Commission of Bulgaria, Sofia, 2005.
- Л. Иванов. Антарктика: Остров Ливингстън и острови Гринуич, Робърт, Сноу и Смит. Топографска карта в мащаб 1:120000. Троян: Фондация Манфред Вьорнер, 2009. ISBN 978-954-92032-4-0 (Допълнено второ издание 2010. ISBN 978-954-92032-8-8)
- Л. Иванов. Карта на остров Ливингстън. В: Иванов, Л. и Н. Иванова. Антарктика: Природа, история, усвояване, географски имена и българско участие. София: Фондация Манфред Вьорнер, 2014. с. 18 – 19. ISBN 978-619-90008-1-6
- Antarctic Digital Database (ADD). Scale 1:250000 topographic map of Antarctica. Scientific Committee on Antarctic Research (SCAR). Since 1993, regularly upgraded and updated.